# Moraches
Moraches és un municipi francès, situat al departament del Nièvre i a la regió de Borgonya - Franc Comtat. L'any 2007 tenia 113 habitants.

## Demografia

### Població
El 2007 la població de fet de Moraches era de 113 persones. Hi havia 53 famílies, de les quals 20 eren unipersonals (8 homes vivint sols i 12 dones vivint soles), 21 parelles sense fills, 8 parelles amb fills i 4 famílies monoparentals amb fills.
La població ha evolucionat segons el següent gràfic:
Habitants censats

### Habitatges
El 2007 hi havia 120 habitatges, 56 eren l'habitatge principal de la família, 52 eren segones residències i 11 estaven desocupats. Tots els 120 habitatges eren cases. Dels 56 habitatges principals, 50 estaven ocupats pels seus propietaris, 3 estaven llogats i ocupats pels llogaters i 3 estaven cedits a títol gratuït; 1 tenia una cambra, 7 en tenien dues, 9 en tenien tres, 17 en tenien quatre i 22 en tenien cinc o més. 39 habitatges disposaven pel capbaix d'una plaça de pàrquing. A 32 habitatges hi havia un automòbil i a 20 n'hi havia dos o més.

### Piràmide de població
La piràmide de població per edats i sexe el 2009 era:
| Homes | Edats   | Dones |
| ----- | ------- | ----- |
| 0     | 95 o +  | 0     |
| 0     | 90 a 94 | 0     |
| 8     | 85 a 89 | 4     |
| 16    | 80 a 84 | 12    |
| 24    | 75 a 79 | 28    |
| 16    | 70 a 74 | 20    |
| 24    | 65 a 69 | 20    |
| 32    | 60 a 64 | 8     |
| 4     | 55 a 59 | 24    |
| 32    | 50 a 54 | 24    |
| 28    | 45 a 49 | 16    |
| 12    | 40 a 44 | 16    |
| 12    | 35 a 39 | 16    |
| 12    | 30 a 34 | 16    |
| 28    | 25 a 29 | 20    |
| 8     | 20 a 24 | 20    |
| 24    | 15 a 19 | 0     |
| 20    | 10 a 14 | 20    |
| 24    | 5 a 9   | 16    |
| 8     | 0 a 4   | 16    |

## Economia
El 2007 la població en edat de treballar era de 60 persones, 33 eren actives i 27 eren inactives. De les 33 persones actives 30 estaven ocupades (15 homes i 15 dones) i 3 estaven aturades (3 homes). De les 27 persones inactives 10 estaven jubilades, 6 estaven estudiant i 11 estaven classificades com a «altres inactius».

### Ingressos
El 2009 a Moraches hi havia 53 unitats fiscals que integraven 106 persones, la mediana anual d'ingressos fiscals per persona era de 14.605 €.

### Activitats econòmiques
Els 2 establiments que hi havia el 2007 eren d'empreses de construcció.
Dels 2 establiments de servei als particulars que hi havia el 2009, 1 era un paleta i 1 fusteria.
L'any 2000 a Moraches hi havia 8 explotacions agrícoles.

## Poblacions més properes
El següent diagrama mostra les poblacions més properes.